# Homopyrocatéchol
L'homopyrocatéchol ou 4-méthylcatéchol  est un composé organique de formule C7H8O2 . Constitué d'un cycle benzénique substitué par un groupe méthyle (toluène) et deux groupes hydroxyle (phénol), c'est l'un des  six isomères du dihydroxytoluène, le composé 3,4-. Il se présente sous la forme d'un solide cristallin beige.

## Métabolisme
L'enzyme cis-1,2-dihydroxy-4-méthylcyclohexa-3,5-diène-1-carboxylate déshydrogénase (en) catalyse la réaction le
cis-1,2-dihydroxy-4-méthylcyclohexa-3,5-diène-1-carboxylate et le NAD(P)+ donnant le 4-méthylcatéchol, NADH, NADPH et CO2.

## Occurrence et composés apparentés

Calone

Le 4-méthylcatéchol est un des constituants du castoréum, l'exsudat produit par des glandes spécifiques des castors adultes.
Structurellement proche des lignanes, il fait partie des aérosols émis lors de la combustion du bois.
La calone est un dérivé du 4-methylcatechol. Elle est connue sous le nom de « cétone de la pastèque » du fait de son odeur distinctive et est utilisée à cet effet en parfumerie.